# احتمال دو جمله‌ای
اگر یک سکه سالم یک بار پرتاب شود هر کدام از برآمدها دارای احتمال ۱/۲ است. اگر سکه را دو یا سه یا چهار بار پرتاب کنیم به ترتیب چهار یا هشت یا شانزده حالت هم شانس وجود دارد که در نمودار درختی زیر نشان داده شده‌است:
به ترتیب جدول زیر را برای پرتاب ۱و۲و۳ویا ۴ سکه به دست می‌آوریم.
حال صورت کسرهای احتمال در جدول فوق را به صورت نمودار زیر درمی‌آوریم:
این اعداد یک مثلث تشکیل می‌دهند که به مثلث خیام-پاسکال موسوم است. هر عدد در یک سطر مثلث از جمع کردن جفت اعداد چپ و راست آن در سطر بالایی به دست می‌آید. این مثلث را تا بی‌نهایت می‌توان ادامه داد. اگر به ضرایب حاصل از بسط توان‌های طبیعی دو جمله‌ای a+b نگاه کنیم همین اعداد مو جود در مثلث فوق را می‌یابیم:
{\displaystyle (a+b)^{1}=1a+1b}
{\displaystyle (a+b)^{2}=1a^{2}+2ab+1b^{2}}
{\displaystyle (a+b)^{3}=1a^{3}+3a^{2}b+3ab^{2}+1b^{3}}
{\displaystyle (a+b)^{4}=1a^{4}+4a^{3}b+6a^{2}b^{2}+4ab^{3}+1b^{4}}
و در حالت کلی از آنالیز ترکیبی می‌دانیم:
بنابراین: